# Pico Alto
Der Pico Alto („Hoher Berg“) ist die höchste Erhebung der Azoreninsel Santa Maria. Er liegt im Gemeindegebiet von Santa Bárbara im Kreis Vila do Porto.
Morphologisch gehört der Berg zu einem kleinen Gebirgszug, der im zentralen Teil Santa Marias in Nord-Süd-Richtung verläuft und die Grenze zwischen einem hügeligen, feuchten Ost- und einem weitgehend ebenen und trockenen Westteil der Insel markiert. Der Pico Alto ist vulkanischen Ursprungs. Er entstand im Unterpliozän vor 4 bis 5 Millionen Jahren. Die vulkanische Aktivität endete auf Santa Maria schon vor 2 Millionen Jahren. Die Insel hebt sich aber auch gegenwärtig noch.
Eine asphaltierte Straße führt von Süden kommend am Osthang des Pico Alto auf den Sattel nördlich des Gipfels und setzt sich als Schotterpiste auf der Westseite fort. Hier gibt es verlassene und dem Verfall preisgegebene Kasematten der portugiesischen Armee. Die Aussichtsplattform auf dem Gipfel kann vom Sattel aus einfach zu Fuß erreicht werden und bietet einen Ausblick über den größten Teil der Insel. Unmittelbar südlich des Gipfels stehen zahlreiche Kommunikationsantennen.

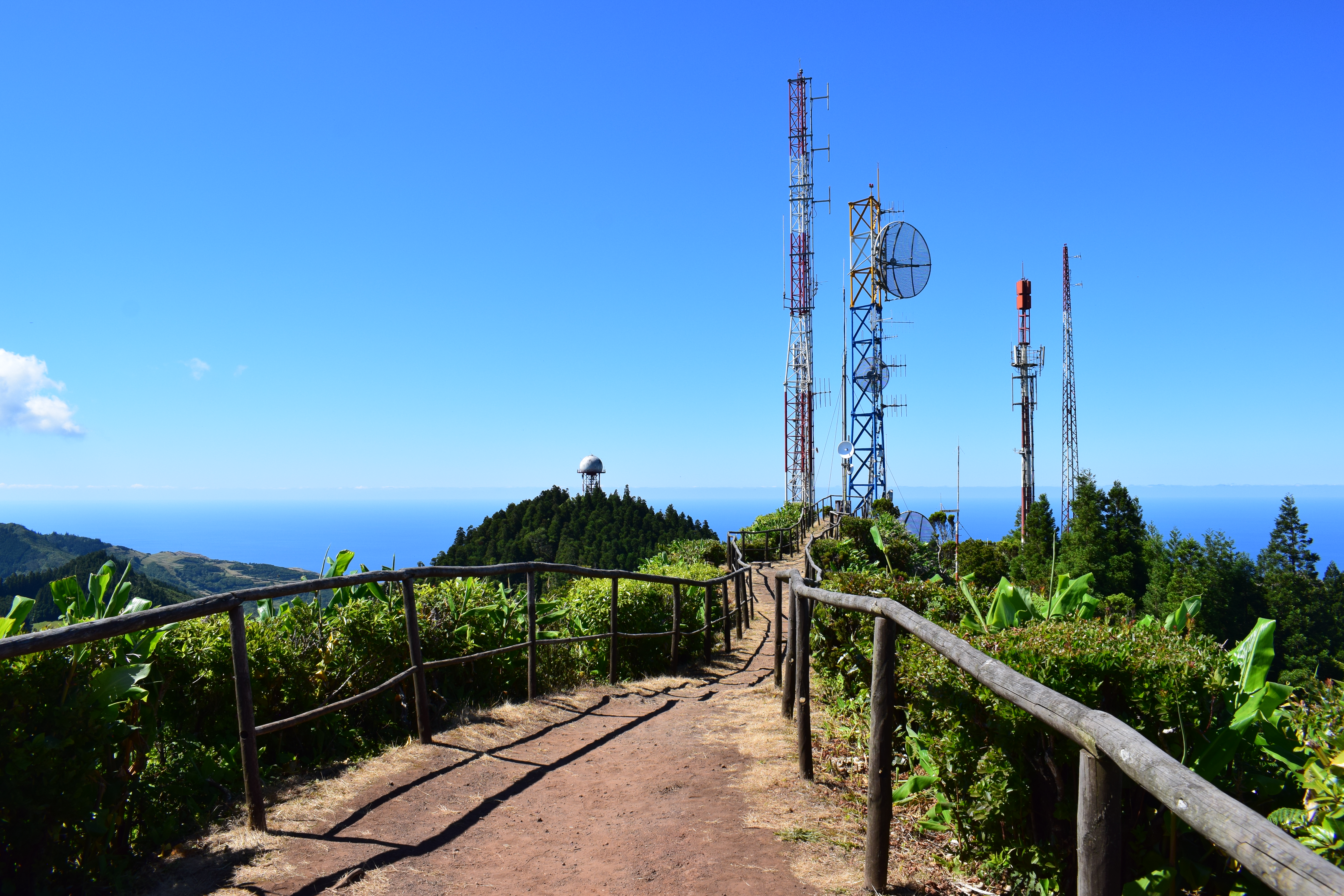
Antennen auf dem Gipfel
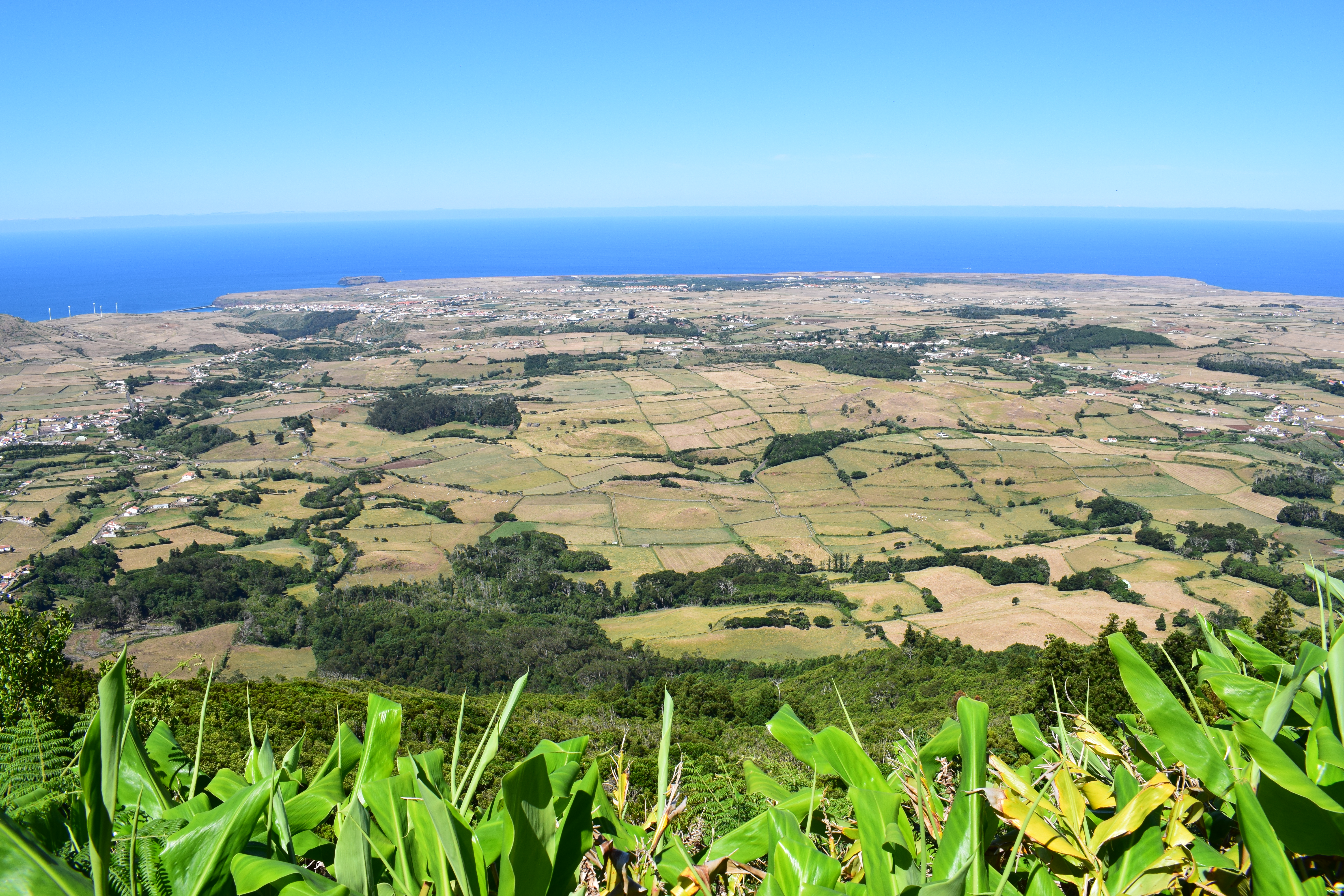
Blick auf den Westen Santa Marias
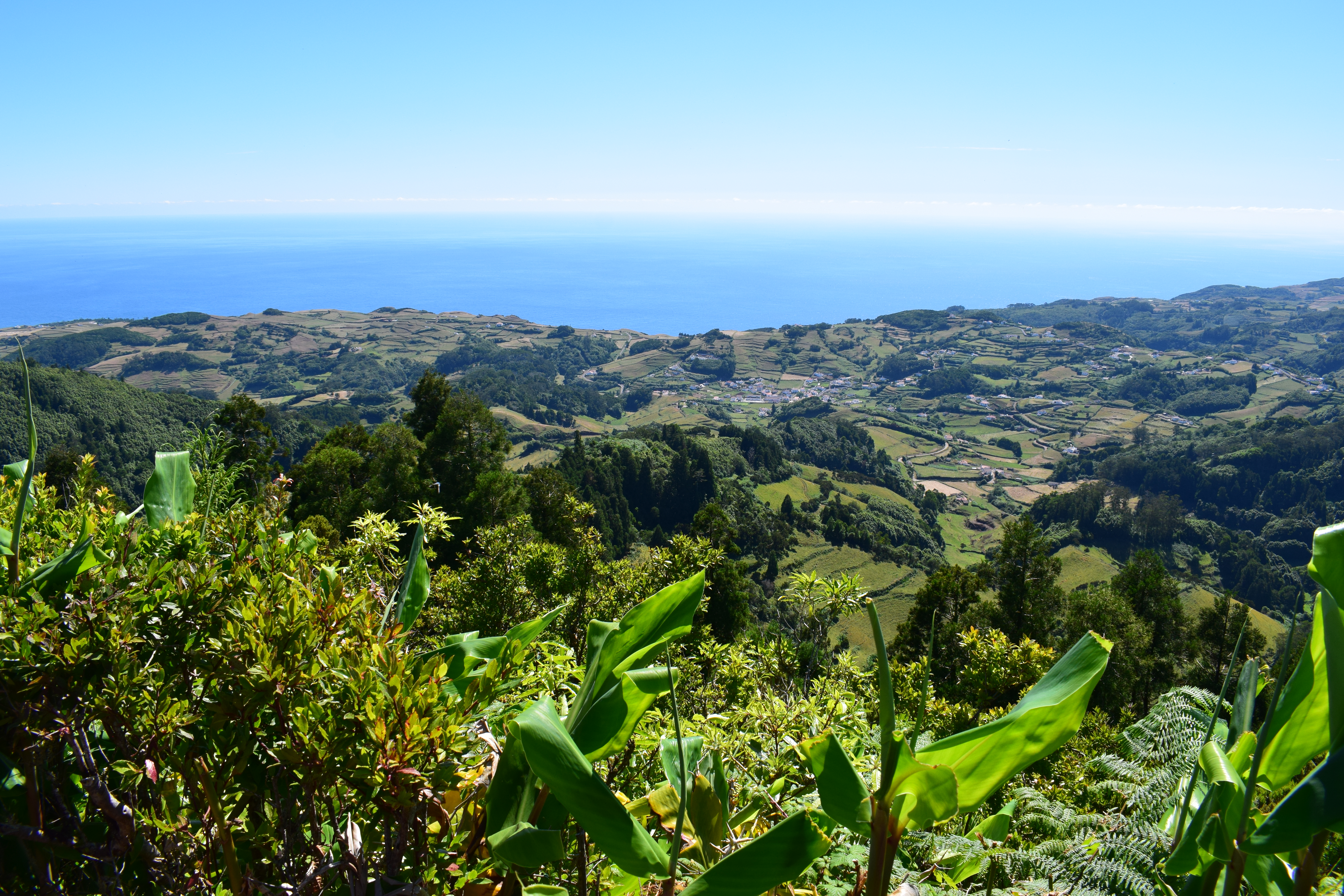
Blick auf den Osten
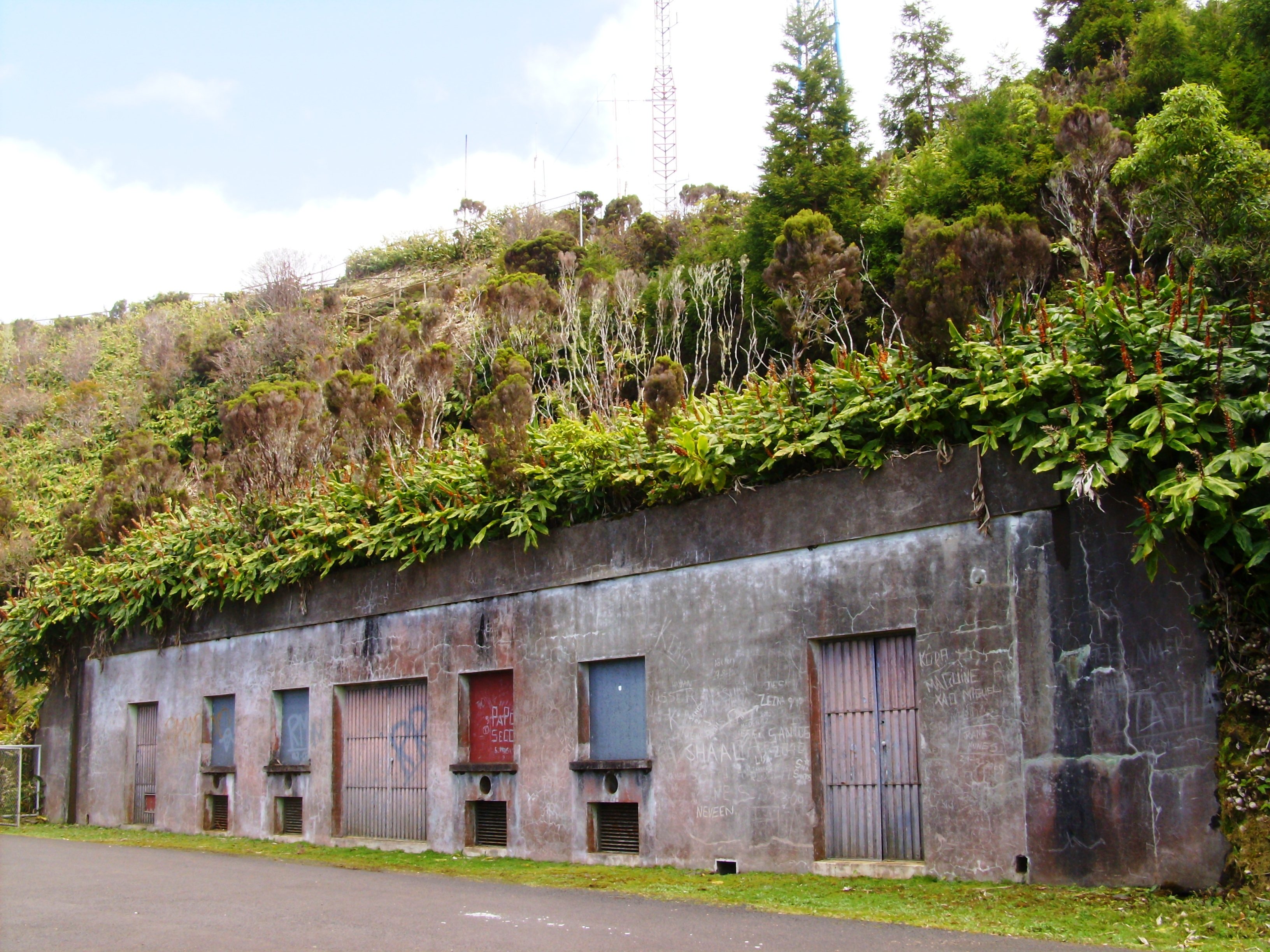
Ehemalige Kasematten

Ein 121 ha großes Gebiet rund um den Gipfel des Pico Alto ist als Schutzgebiet der IUCN-Kategorie IV (Biotop- und Artenschutzgebiet) ausgewiesen. Hier findet man Reste des früher auf den Azoren vorherrschenden Lorbeerwaldes mit endemischen Pflanzen wie dem Azoren-Lorbeer, der Azoren-Stechpalme, der Azoren-Heidelbeere, der Azoren-Picconie (Picconia azorica), der Azoren-Baumheide, der Orchidee Platanthera micrantha und einer lokalen Art des Schneeballs. Das Gebiet weist aber auch eine große Diversität von Weichtieren, Insekten und Spinnen auf. Zu nennen sind die Käfer Athous pomboi, Donus multifidus, Tarphius pomboi und Tarphius serranoi. Artenreich für die Azoren ist auch die Vogelwelt mit den azorenanischen Variationen des Buchfinks, der Gebirgsstelze, des Rotkehlchens, der Amsel, des Kanarengirlitzes, der Mönchsgrasmücke und des Wintergoldhähnchens.
Der Pico Alto ist in das Wanderwegenetz Santa Marias gut eingebunden. Sowohl die dritte Etappe GR03SMA „Norte–Bananeiras“ des großen Inselrundwegs als auch der Rundwanderweg PRC2SMA „Pico Alto“ führen über seinen Gipfel.
Am 8. Februar 1989 zerschellte eine Boeing 707-331B der Independent Air am Pico Alto. Die Chartermaschine war auf dem Weg von Bergamo nach Punta Cana in der Dominikanischen Republik. Die 137 italienischen Passagiere und die 7 Besatzungsmitglieder verloren bei dem Unglück ihr Leben (siehe auch Independent-Air-Flug 1851). Ein Denkmal am Ende der Asphaltstraße erinnert an die Katastrophe und führt die Namen der Opfer auf. An der Schotterstraße gibt es weitere Gedenksteine und -tafeln in portugiesischer, italienischer und englischer Sprache, außerdem ein steinernes Kreuz.

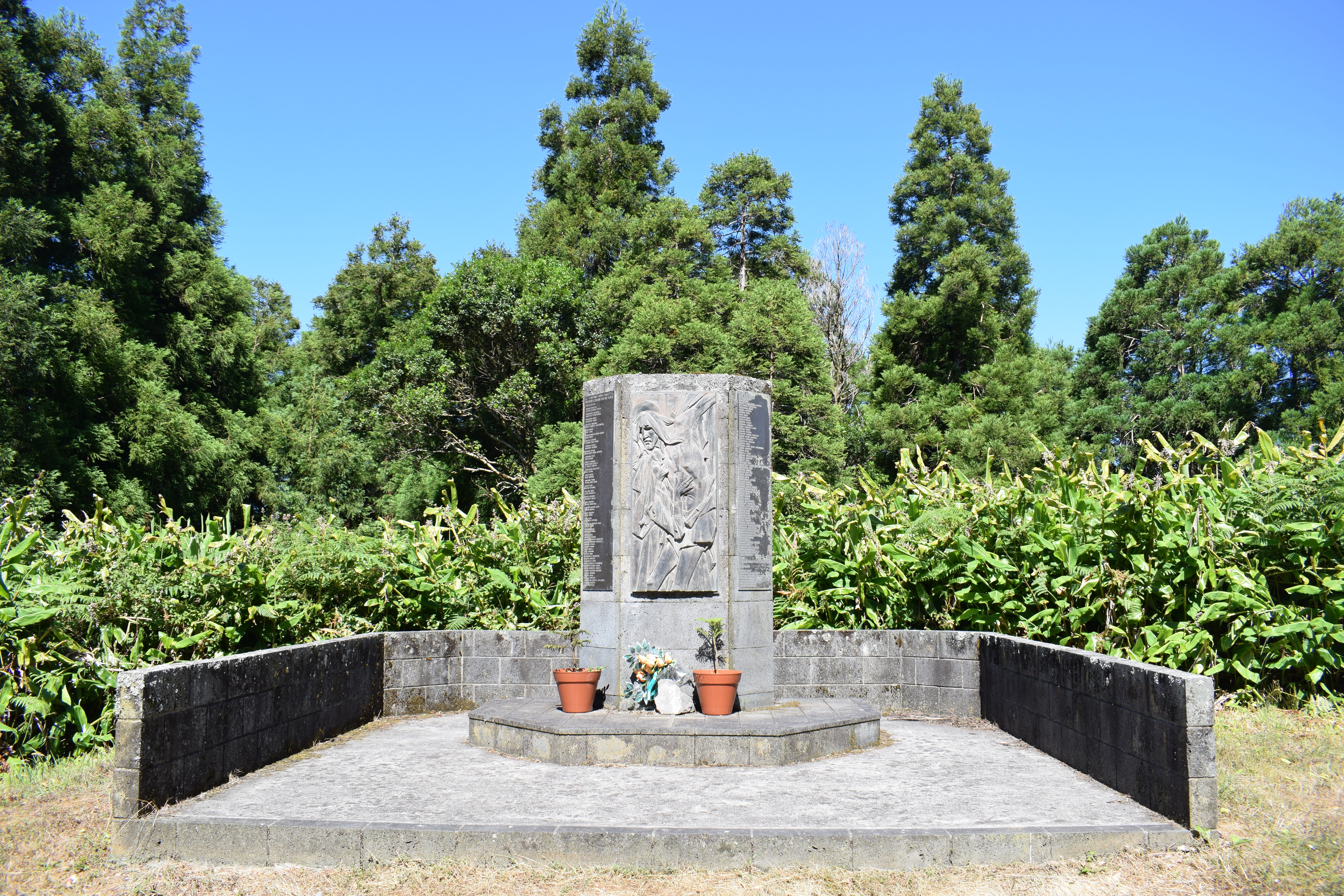
Denkmal für die Opfer des Flugzeugabsturzes
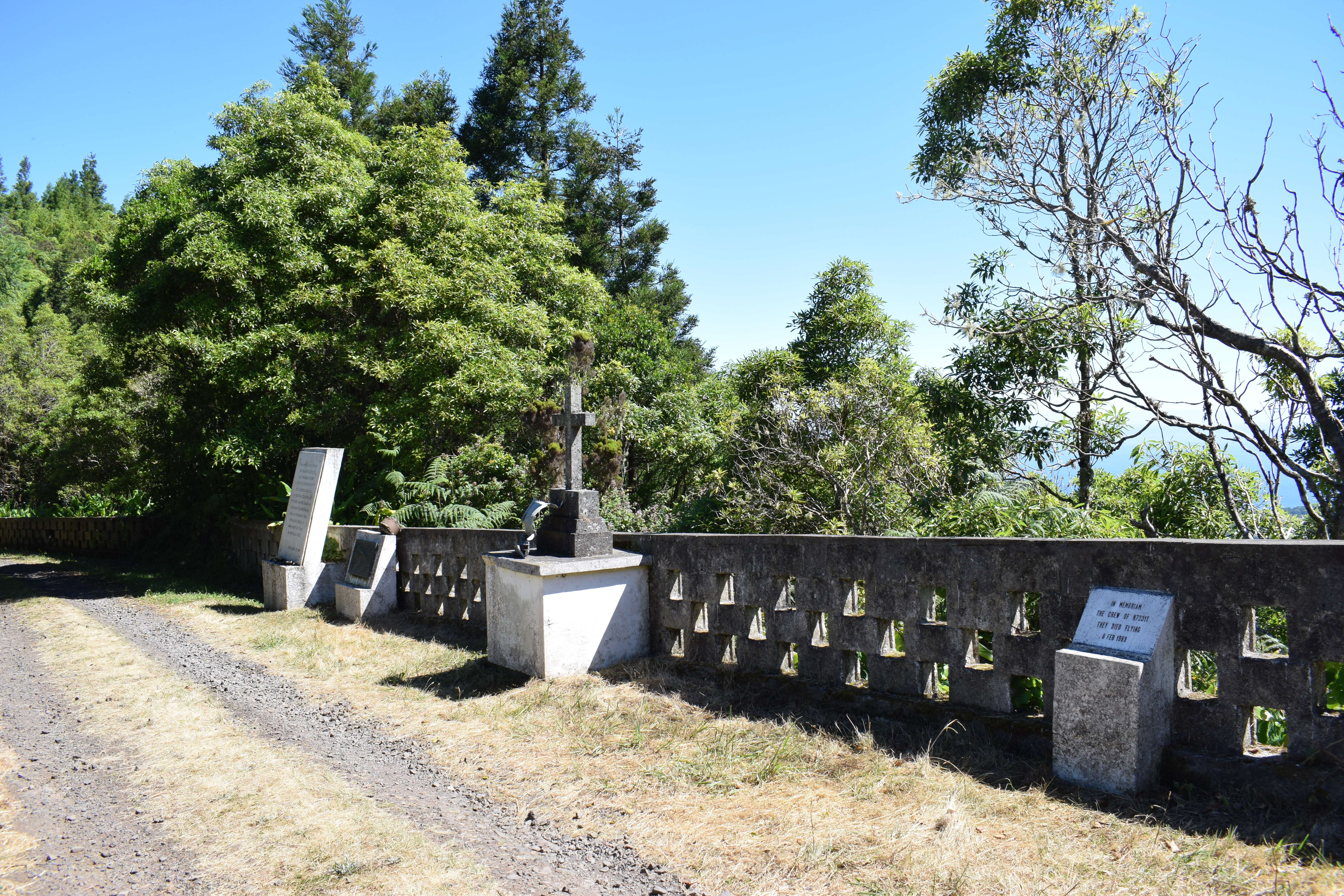
Weitere Gedenksteine und ‑tafeln